# Закон України «Про свободу совісті та релігійні організації»
Закон України «Про свободу совісті та релігійні організації» № 987-XII — Закон України, ухвалений Верховною Радою України в 1991 році.
Завданнями цього закону є:
- гарантування права на свободу совісті громадянам України та здійснення цього права;
- забезпечення відповідно до Конституції України, Декларації про державний суверенітет України та норм міжнародного права, визнаних Україною, соціальної справедливості, рівності, захисту прав і законних інтересів громадян незалежно від ставлення до релігії;
- визначення обов'язків держави щодо релігійних організацій;
- визначення обов'язків релігійних організацій перед державою і суспільством;
- подолання негативних наслідків державної політики щодо релігії і церкви;
- гарантування сприятливих умов для розвитку суспільної моралі і гуманізму, громадянської злагоди і співробітництва людей незалежно від їх світогляду чи віровизнання.

Закон складається із шести розділів, поділених на тридцять дві статті.

## Свобода совісті
Право на свободу совісті включає свободу мати, приймати і змінювати релігію або переконання за своїм вибором і свободу одноособово чи разом з іншими сповідувати будь-яку релігію або не сповідувати ніякої, відправляти релігійні культи, відкрито виражати і вільно поширювати свої релігійні або атеїстичні переконання.
Ніхто не може встановлювати обов'язкових переконань і світогляду. Не допускається будь-яке примушування при визначенні громадянином свого ставлення до релігії, до сповідання або відмови від сповідання релігії, до участі або неучасті в богослужіннях, релігійних обрядах і церемоніях, навчання релігії.
Батьки або особи, які їх замінюють, за взаємною згодою мають право виховувати своїх дітей відповідно до своїх власних переконань та ставлення до релігії.
Здійснення свободи сповідувати релігію або переконання підлягає лише тим обмеженням, які необхідні для охорони громадської безпеки та порядку, життя, здоров'я і моралі, а також прав і свобод інших громадян, які встановлені законом і відповідають міжнародним зобов'язанням України.
Ніхто не має права вимагати від священнослужителів відомостей, одержаних ними при сповіді вірян.